# Завитинск (городское поселение)
Городско́е поселе́ние «Го́род Завити́нск» — упразднённое муниципальное образование в составе Завитинского района Амурской области.
Административный центр — город Завитинск.

## История
Городское поселение образовано 1 января 2006 года в соответствии с Законом Амурской области от 10 ноября 2005 года № 88-ОЗ в его состав вошли город Завитинск и Новоалексеевский и Червоноармейский сельсоветы.
Упразднено в январе 2021 года в связи с преобразованием муниципального района в муниципальный округ.

## Население
| 2010    | 2011    | 2012    | 2013    | 2014    | 2015    | 2016    |
| ------- | ------- | ------- | ------- | ------- | ------- | ------- |
| 11 811  | ↘11 766 | ↘11 615 | ↘11 445 | ↘11 267 | ↘11 189 | ↘11 146 |
| 2017    | 2018    | 2019    | 2020    |         |         |         |
| ↘11 057 | ↘11 022 | ↘10 734 | ↘10 499 |         |         |         |

## Состав городского поселения
| № | Населённый пункт | Тип населённого пункта        | Население |
| - | ---------------- | ----------------------------- | --------- |
| 1 | Завитинск        | город, административный центр | ↘9253     |
| 2 | Новоалексеевка   | село                          | ↘111      |
| 3 | Тур              | железнодорожная станция       | →0        |
| 4 | Червоная Армия   | село                          | ↘190      |